# Søren Jochumsen
Søren Jochumsen (Horsens, 1 augustus 1976) is een Deens voetbaldoelman die voor AC Horsens speelt. Hij speelde van 1982 tot 1990 voor Torsted IF. Van 1990 tot 1994 speelde hij voor FC Horsens.

## Carrière
- 1982-1990: Torsted IF (jeugd)
- 1990-1994: FC Horsens (jeugd)
- 1994- nu : AC Horsens